# Fuentes (Spagna)
Fuentes è un comune spagnolo di 465 abitanti situato nella comunità autonoma di Castiglia-La Mancia.
Sul suo territorio si trova un sito paleontologico di grandissimo interesse, venuto alla luce nel 2007, denominato Lo Hueco.